# Blank Generation (singel)
Blank Generation – pierwszy singel zespołu Richard Hell and the Voidoids wydany w 1977 przez firmę Sire Records.

## Lista utworów
1. „Blank Generation” (Richard Hell) – 2:45
2. „Love Comes in Spurts” (Richard Hell) – 2:03

## Skład
- Richard Hell – wokal, gitara basowa
- Robert Quine – gitara, wokal
- Ivan Julian – gitara, wokal
- Marc Bell – perkusja